# 古瑞雲
古瑞雲（1925年6月28日—2001年7月13日），後改名周明，中國共產黨員（1948年至1958年）、台湾民主自治同盟委員，出生於臺灣臺中市東勢區，台中商業學校畢業、延平學院法政科肄業，二二八事件時加入二七部隊擔任副官抵抗國民政府軍，後與謝雪紅、楊克煌等人逃往香港籌設臺灣民主自治同盟，並赴中國大陸定居，1958年與謝雪紅被打為右派開除黨籍，後任上海外語學院日文教授，2001年病逝於上海。

## 生平

### 早年
古瑞雲，1925年出生於臺中州東勢郡，為客家人，父親古天粦是獸醫。1939年東勢公學校畢業，1941年考入台中商業學校，由於中日戰爭正酣，經常受到日本內地籍同學譏笑為「清國奴」的古瑞雲萌發反日思想，1942年古瑞雲與同學組織「反日研究會」遭校方無限期停學處分，一週後因日軍攻陷新加坡、天皇大赦而復學，古瑞雲因此開始研習漢文，1945年日本開始對台實施徵兵，古瑞雲擔任高射砲兵，不久日本投降。

### 二二八事件與二七部隊
戰後古瑞雲與同學何集淮在「台中終戰聯絡所」擔任通譯。透過何集淮介紹認識了謝雪紅，古瑞雲成為謝雪紅的乾兒子，1945年，古瑞雲進入延平學院就讀法政科夜間部，白天到謝雪紅介紹的《中外日報》擔任會計，1947年二二八事件爆發，流血衝突讓古瑞雲感到震撼，1947年3月2日，由廖瑞發糾集延平學院的學生準備聯絡烏來當地原住民武裝起義，但因為聯繫問題而未果，3月4日古瑞雲聽說謝雪紅在台中組織「二七部隊」武裝起義，古瑞雲立刻參加並擔任副官。3月12日，部隊退守埔里，3月14日謝雪紅派謝富指示部隊解散。此時，古瑞雲才知道原來同窗何集淮、蔡伯壎，商人謝富都是地下黨人。

### 臺灣民主自治同盟
解散後古瑞雲前往嘉義小梅與陳篡地連繫，由於遭到政府通緝，古瑞雲與謝雪紅、楊克煌一同戲劇性的在左營搭上軍艦潛逃到英屬香港，1947年9月發行《新台灣叢刊》，1947年12月古瑞雲參與謝雪紅、楊克煌、詹以昌等人發起成立臺灣民主自治同盟，1948年，古瑞雲加入中國共產黨，古瑞雲三弟古瑞明也逃到香港，不久，古瑞明被賦予支援地下黨林英傑的任務回到台灣，古瑞明回台後涉及「八仙山軍事武裝基地」遭槍決，為了紀念古瑞明與對祖母周阿招的懷念，古瑞雲改名為周明。

### 中華人民共和國成立後
1950年5月，中華人民共和國政府計畫由粟裕領軍五十萬出征台灣，由粟裕任台灣省主席，蔡孝乾與謝雪紅任副主席，謝雪紅強烈反對，認為應由台灣人民直選省主席，甚至對饒漱石拍桌大罵，一連串的行動遭批為右傾，致使1957年整風開始後謝雪紅遭到批鬥，古瑞雲也因此被下放上海近郊勞改，1958年開除黨籍，任上海外語學院日文教授，1966年5月文革爆發古瑞雲遭到批鬥，在外語學院遭到隔離（囚禁），妻子罹癌只能由11歲的女兒照顧，14歲兒子被下放到內蒙古思想改造，家破人亡，1983年始獲得平反。改革開放後曾返回台灣，但台灣長期反共且人事已非，最終仍返回上海定居，由於曾是謝雪紅的秘書，晚年在自傳及口述歷史中提供許多第一手有關謝雪紅的珍貴史料，2001年7月13日病逝於上海。